# 2378 Pannekoek
2378 Pannekoek este un asteroid din centura principală, descoperit pe 13 februarie 1935 de Hendrik van Gent.